# James Dewar

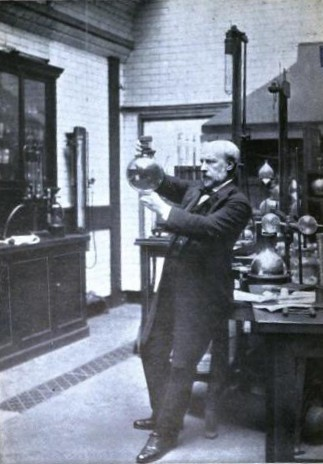
Sir James Dewar

Sir James Dewar FRS (Kincardine-on-Forth, 20 de setembre de 1842 - Londres, 27 de març de 1923) va ser un físic i químic escocès. Va ser el més jove de sis germans i va quedar orfe de pare i mare als quinze anys. Va néixer a Kincardine-on-Forth. Va estudiar a l'internat Dollar Academy i a la Universitat d'Edimburg, on es va graduar. Va ser nomenat professor a la Universitat de Cambridge el 1875 i va fer-se membre de la Royal Institution el 1877.
Dewar va desenvolupar la fórmula química del benzè i va realitzar un extens treball en el camp de l'espectroscòpia durant més de 25 anys. El 1891 va descobrir el procés per a produir oxigen líquid en quantitats industrials. Va inventar un dipòsit aïllant, el vas Dewar, per a estudiar els gasos a baixes temperatures. Va usar aquest invent per a transportar gasos líquids, com ara l'hidrogen, el 1898. També va ser el primer a obtenir hidrogen sòlid. El 1905 va observar que el carbó fred podia produir buit. Aquesta tècnica va ser molt útil per a l'experimentació en la física atòmica. Juntament amb Sir Frederick Augustus Abel va desenvolupar explosius sense fum, el nom comú del qual és la cordita.
Va morir a Londres el 27 de març de 1923.

## Biografia
James Dewar va néixer a Kincardine, Perthshire (ara a Fife) el 1842, el més jove de sis fills d'Ann Dewar i Thomas Dewar, un viticultor. Va estudiar a Kincardine Parish School i després a l'Acadèmia Dollar. Els seus pares van morir quan ell tenia 15 anys. Va assistir a la Universitat d'Edimburg on va estudiar química amb Lyon Playfair (més tard Baron Playfair), convertint-se en l'assistent personal de Playfair. Dewar també va estudiar amb August Kekulé a Gant.

## Carrera
El 1875, Dewar va ser elegit professor jacksonià de filosofia experimental natural a la Universitat de Cambridge, convertint-se en membre de Peterhouse. Es va convertir en membre de la Royal Institution i més tard, el 1877, va substituir el doctor John Hall Gladstone en el paper de professor de Química Fulleriana. Dewar també va ser el president de la Societat Química el 1897 i de l'Associació Britànica per a l'Avenç de la Ciència el 1902, a més de servir a la Comissió Reial establerta per examinar el subministrament d'aigua de Londres de 1893 a 1894 i al Comitè d'Explosius. Mentre formava part del Comitè d'Explosius, ell i Frederick Augustus Abel van desenvolupar la cordita, una alternativa de pólvora sense fum.

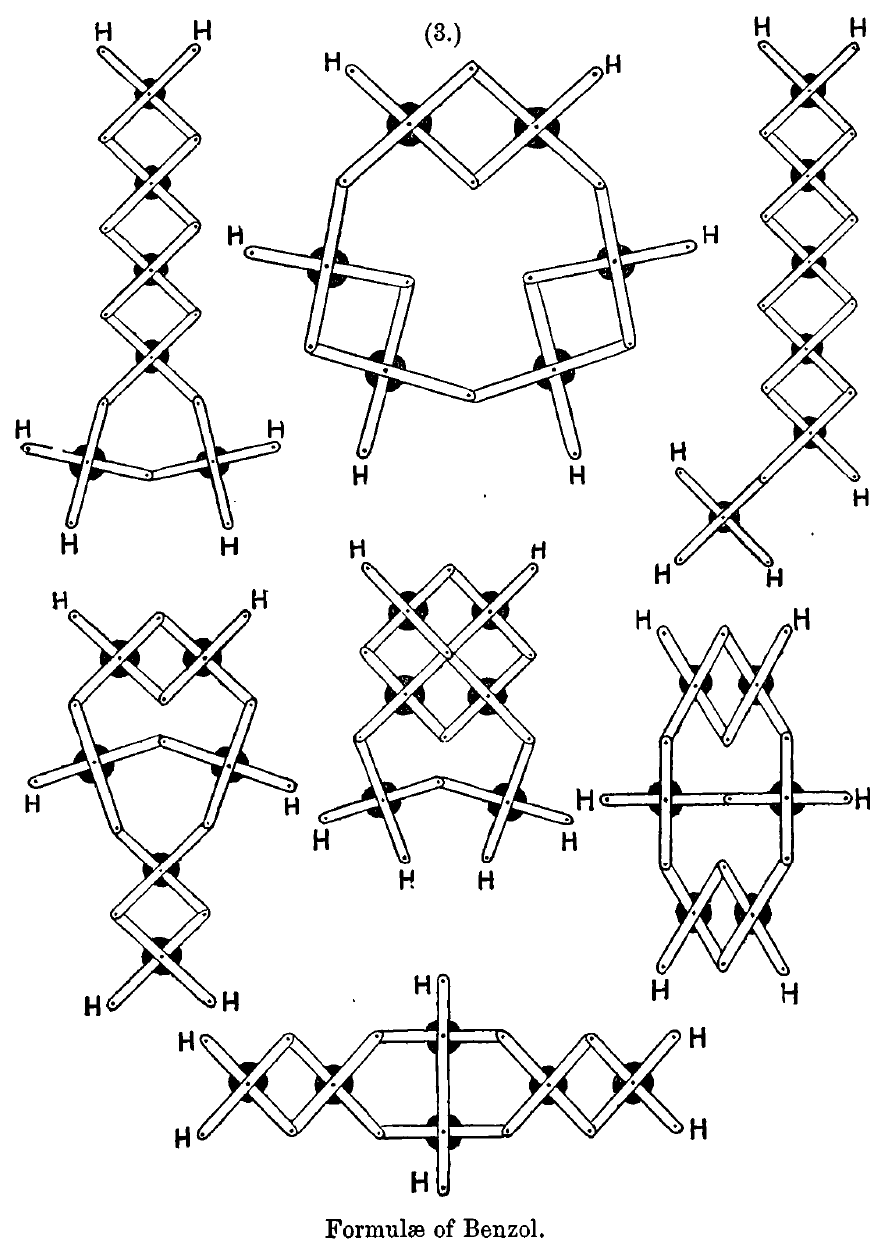
Set possibles isòmers del benzè, tal com va proposar Dewar

El 1867 Dewar va descriure diverses fórmules químiques per al benzè, que es van publicar el 1869. Una de les fórmules, que no representa correctament el benzè i no va ser defensada per Dewar, de vegades encara s'anomena Dewar benzè. El 1869 va ser elegit membre de la Royal Society of Edinburgh, el seu proposant va ser el seu antic mentor, Lyon Playfair.
El seu treball científic cobreix un ampli camp: els seus articles anteriors tracten temes com la química orgànica, l'hidrogen i les seves constants físiques, la investigació a alta temperatura, la temperatura del Sol i de l’espurna elèctrica, l'espectrofotometria i la química de l'arc elèctric.
Amb el professor JG McKendrick, de la Universitat de Glasgow, va investigar l'acció fisiològica de la llum i va examinar els canvis que tenen lloc en l'estat elèctric de la retina sota la seva influència. Amb el professor GD Liveing, un dels seus col·legues de la Universitat de Cambridge, va iniciar l'any 1878 una llarga sèrie d'observacions espectroscòpiques, la darrera de les quals es va dedicar a l'examen espectroscòpic de diversos elements gasosos separats de l'aire atmosfèric amb l'ajuda de baixes temperatures. S'hi va unir el professor JA Fleming, de la University College London, en la investigació del comportament elèctric de les substàncies refredades a temperatures molt baixes.

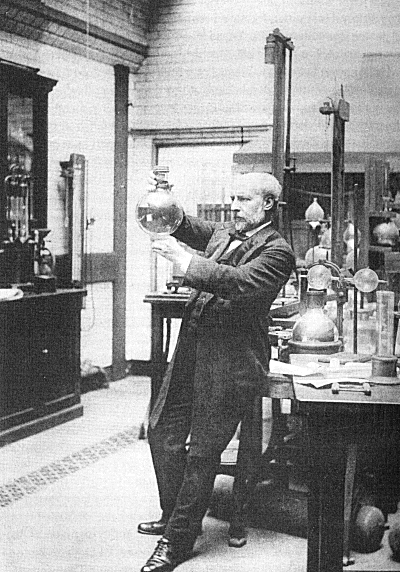
James Dewar a la Royal Institution de Londres, cap al 1900

El seu nom és més conegut en relació amb els seus treballs sobre la liqüefacció dels anomenats gasos permanents i les seves investigacions a temperatures properes al zero absolut. El seu interès per aquesta branca de la física i la química es remunta almenys al 1874, quan va parlar de la «calor latent dels gasos líquids» davant l'Associació Britànica. El 1878, va dedicar una conferència de divendres al vespre a la Royal Institution a l'obra aleshores recent de Louis Paul Cailletet i Raoul Pictet, i va exposar per primera vegada a Gran Bretanya el funcionament de l'aparell Cailletet. Sis anys més tard, de nou a la Royal Institution, va descriure les investigacions de Zygmunt Florenty Wróblewski i Karol Olszewski, i va il·lustrar per primera vegada en públic la liqüefacció de l'oxigen i l'aire. Poc després, va construir una màquina de la qual es podia extreure el gas liquat a través d'una vàlvula per utilitzar-lo com a agent de refrigeració, abans d'utilitzar l'oxigen líquid en treballs de recerca relacionats amb meteorits; aproximadament al mateix temps, també va obtenir oxigen en estat sòlid.

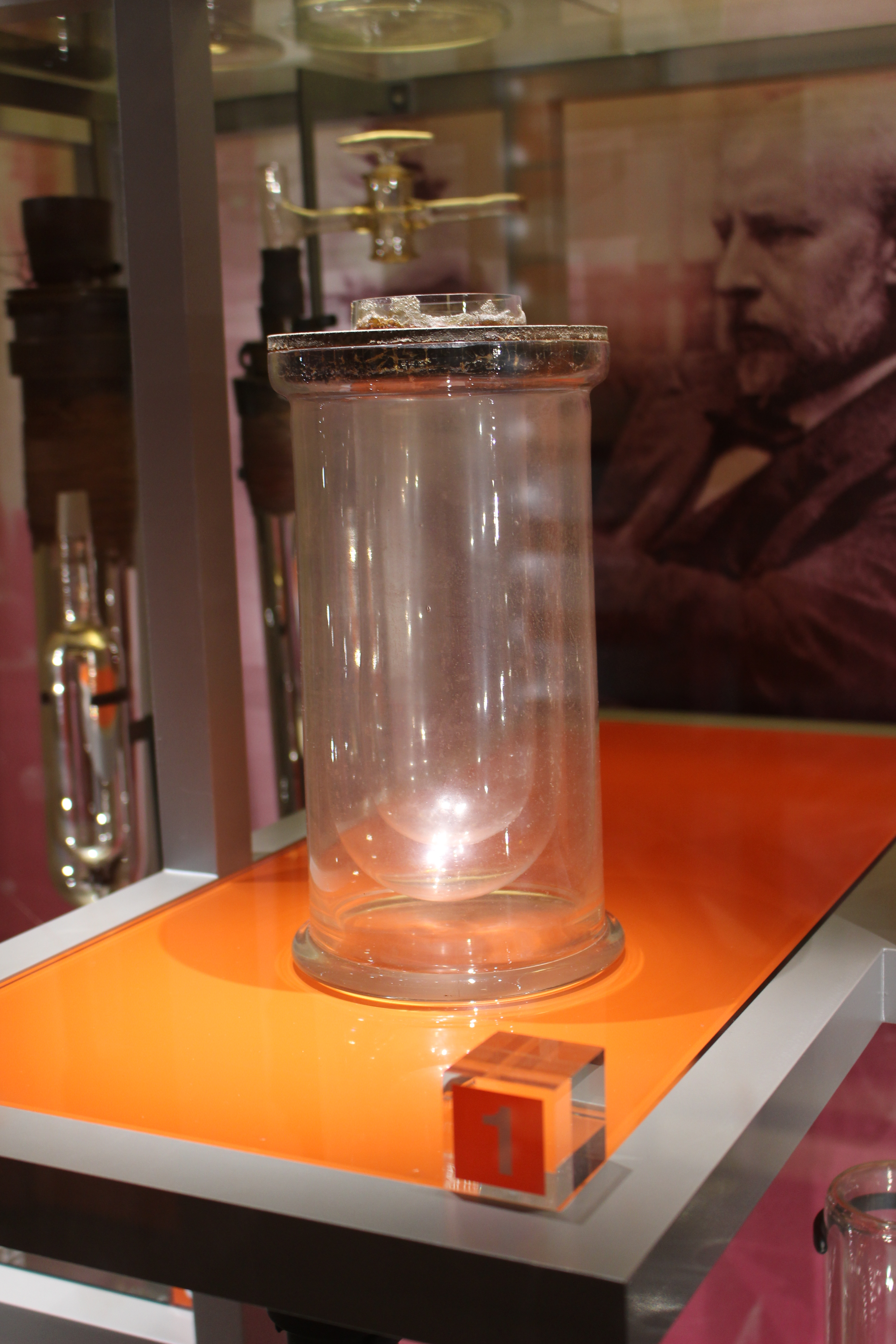
Flascó de buit de Dewar al museu de la Royal Institution

El 1891, havia dissenyat i construït, a la Royal Institution, maquinària que produïa oxigen líquid en quantitats industrials, i cap a finals d'aquell any, va demostrar que tant l'oxigen líquid com l'ozó líquid són fortament atrets per un imant. Cap al 1892, se li va ocórrer la idea d'utilitzar recipients amb camisa de buit per a l'emmagatzematge de gasos líquids -el matràs Dewar (també conegut com a Thermos o matràs al buit), l'invent pel qual es va fer més famós. El matràs de buit era tan eficient per mantenir la calor fora, que es va trobar possible conservar els líquids durant períodes relativament llargs, fent possible un examen de les seves propietats òptiques. Dewar no es va beneficiar de l'adopció generalitzada del seu matràs de buit: va perdre una causa judicial contra Thermos pel que fa a la patent del seu invent. Tot i que Dewar va ser reconegut com l'inventor, perquè no va patentar el seu invent, no hi havia manera d'evitar que Thermos utilitzés el seu disseny.
A continuació, va experimentar amb un raig d'hidrogen d'alta pressió mitjançant el qual s'aconseguien temperatures baixes mitjançant l'efecte Joule-Thomson, i els resultats reeixits que va obtenir el van portar a construir a la Royal Institution una gran màquina de refrigeració de refrigeració regenerativa. Utilitzant aquesta màquina el 1898, es va recollir hidrogen líquid per primera vegada, després l'hidrogen sòlid el 1899. Va intentar liquar l'últim gas restant, l'heli, que es condensa en un líquid a -268,9. °C, però a causa d'una sèrie de factors, inclosa una escassetat d'heli, Dewar va ser precedit per Heike Kamerlingh Onnes com a primera persona a produir heli líquid, el 1908. Més tard, Onnes rebria el Premi Nobel de Física per la seva investigació sobre les propietats de la matèria a baixes temperatures: Dewar va ser nominat diverses vegades, però mai no va aconseguir guanyar el Premi Nobel.
El 1905, va començar a investigar els poders d'absorció de gasos del carbó vegetal quan es refredava a baixes temperatures i va aplicar la seva investigació a la creació d'alt buit, que es va utilitzar per a més experiments de física atòmica. Dewar va continuar el seu treball de recerca sobre les propietats dels elements a baixes temperatures, concretament la calorimetria a baixa temperatura, fins a l'esclat de la Primera Guerra Mundial. Els laboratoris de la Royal Institution van perdre un nombre de personal a causa de l'esforç bèl·lic, tant en papers de lluita com científics, i després de la guerra, Dewar va tenir poc interès a reiniciar el treball seriós de recerca que es va dur a terme abans de la guerra. L'escassetat d'estudiosos necessàriament va agreujar els problemes. Les seves investigacions durant i després de la guerra van implicar principalment investigar la tensió superficial de les bombolles de sabó, en lloc de treballar més sobre les propietats de la matèria a baixes temperatures.

## Família
Es va casar amb Helen Rose Banks el 1871. No tenien fills. Helen era cunyada de Charles Dickson, Lord Dickson i James Douglas Hamilton Dickson.
El nebot de Dewar, el doctor Thomas William Dewar FRSE (1861–1931), va ser un artista aficionat, que va pintar un retrat de Sir James Dewar. Presumiblement, també és el mateix Thomas William Dewar que va ser esmentat com a marmessor en el testament de James Dewar, finalment substituït "sense oposició" per l'esposa de Dewar.

## Conferències de Nadal de la Royal Institution
Dewar va ser convidat a impartir diverses conferències de Nadal de la Royal Institution :
A Soap Bubble (1878)
Atoms (1880)
Alchemy in Relation to Modern Science (1883)
The Story of a Meteorite (1885)
The Chemistry of Light and Photography (1886)
Clouds and Cloudland (1888)
Frost and Fire (1890)
Air: Gaseous and Liquid (1893)
Christmas Lecture Epilogues (1912)

## Honors i premis

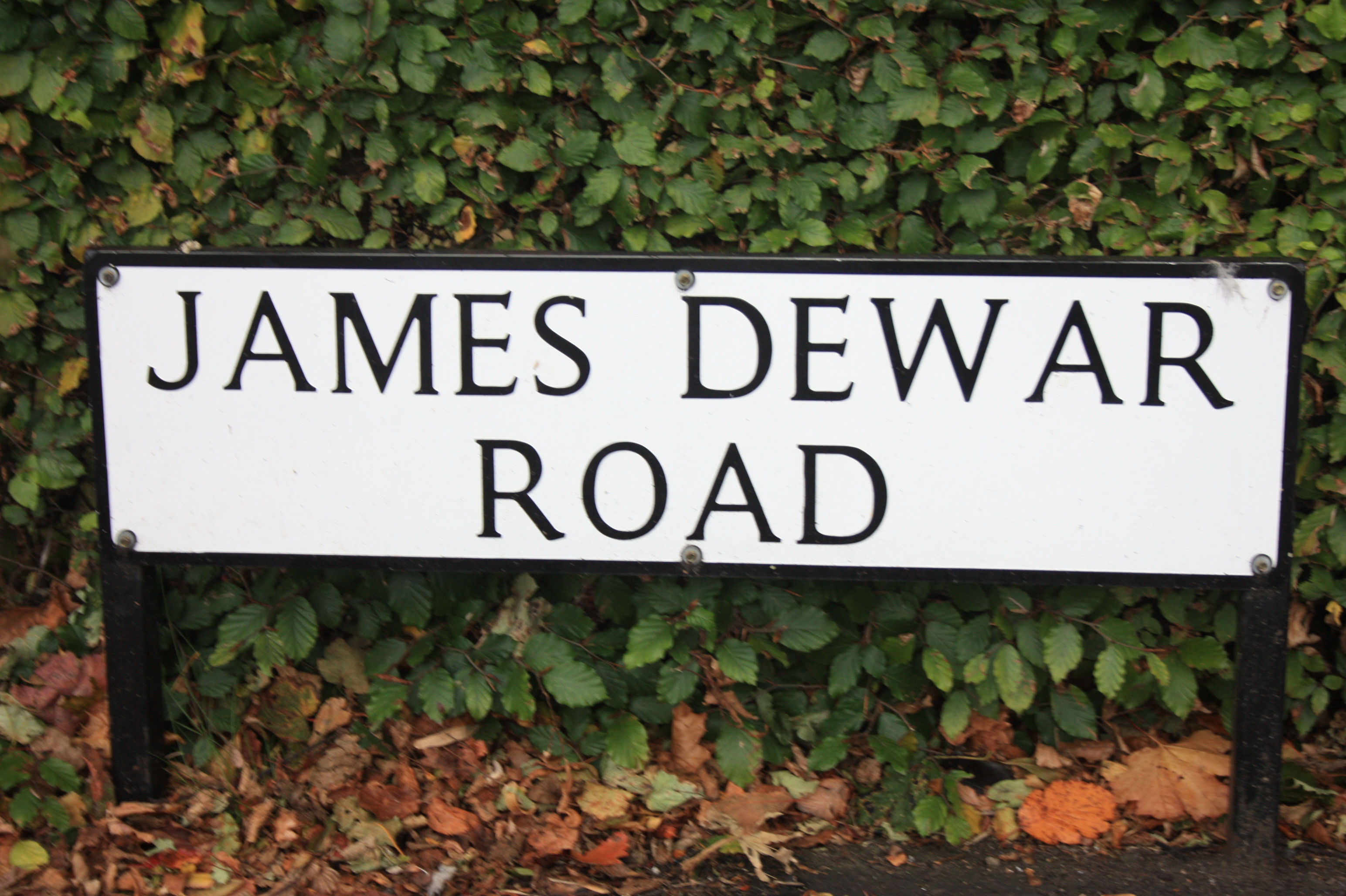
Al complex Kings Buildings d'Edimburg

Tot i que Dewar no va ser mai reconegut per l'Acadèmia Sueca, va ser reconegut per moltes altres institucions tant abans com després de la seva mort, a Gran Bretanya ia l'estranger. La Royal Society el va escollir membre de la Royal Society el juny de 1877 i li va atorgar les medalles Rumford (1894), Davy (1909) i Copley Medal (1916) pel seu treball, a més de convidar-lo a impartir la seva Conferència Bakeriana el 1901. El 1899, es va convertir en el primer destinatari de la medalla d'or Hodgkins de la Smithsonian Institution, Washington, DC, per les seves contribucions al coneixement de la naturalesa i les propietats de l'aire atmosfèric.

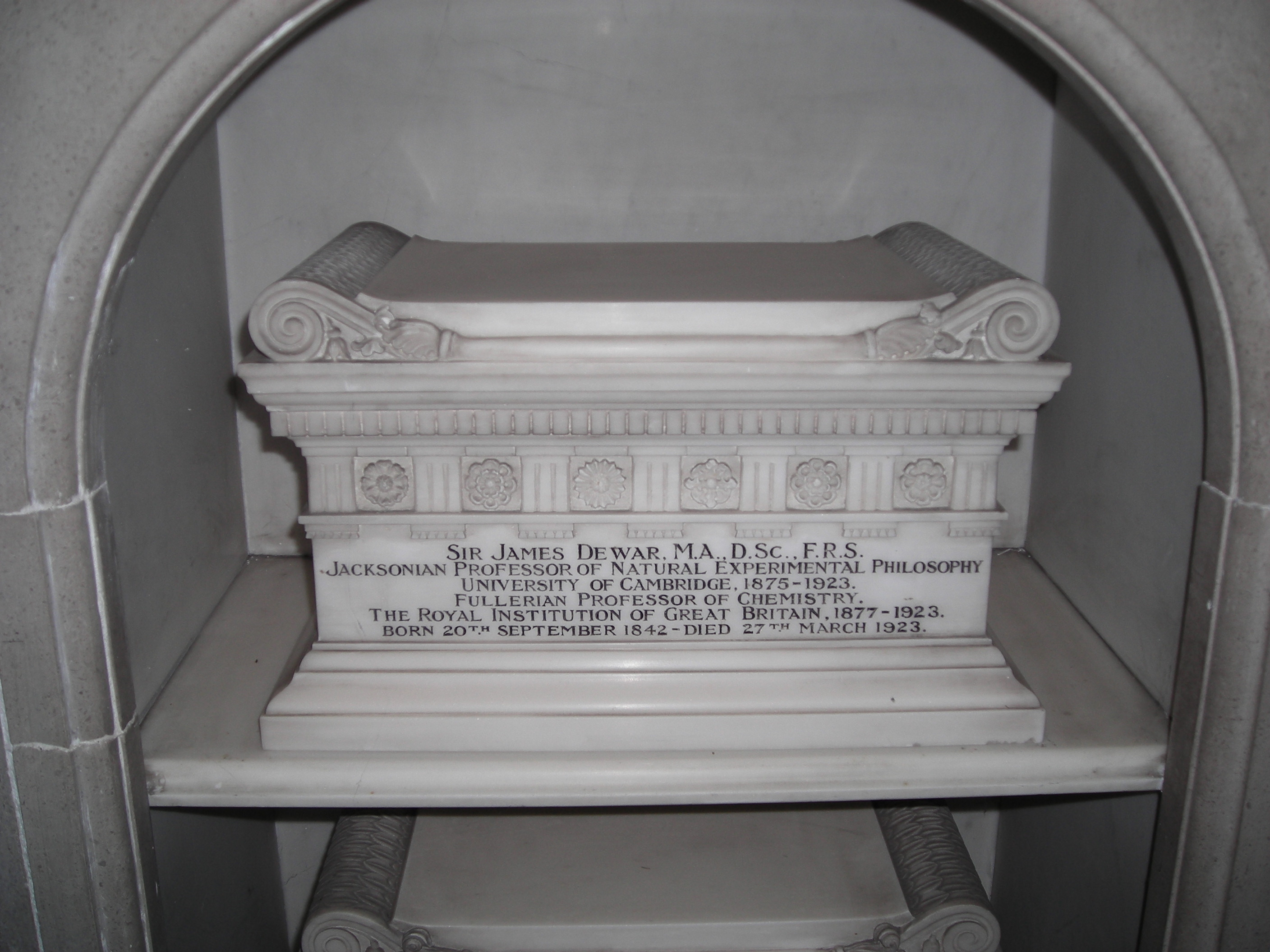
Les cendres de Sir James Dewar al crematori Golders Green

El 1904, va ser el primer subjecte britànic a rebre la Medalla Lavoisier de l'Acadèmia Francesa de Ciències, i el 1906, va ser el primer a rebre la Medalla Matteucci de la Societat Italiana de Ciències. Va ser nomenat cavaller el 1904 i va rebre el Gunning Victoria Jubilee Prize per a 1900–1904 per la Royal Society of Edinburgh, i el 1908 va rebre la Medalla Albert de la Societat de les Arts. Un cràter lunar va rebre el seu nom en el seu honor.
Un carrer dins del complex Kings Buildings de la Universitat d'Edimburg va rebre el seu nom en memòria de Dewar a principis del segle XXI.

## Mort

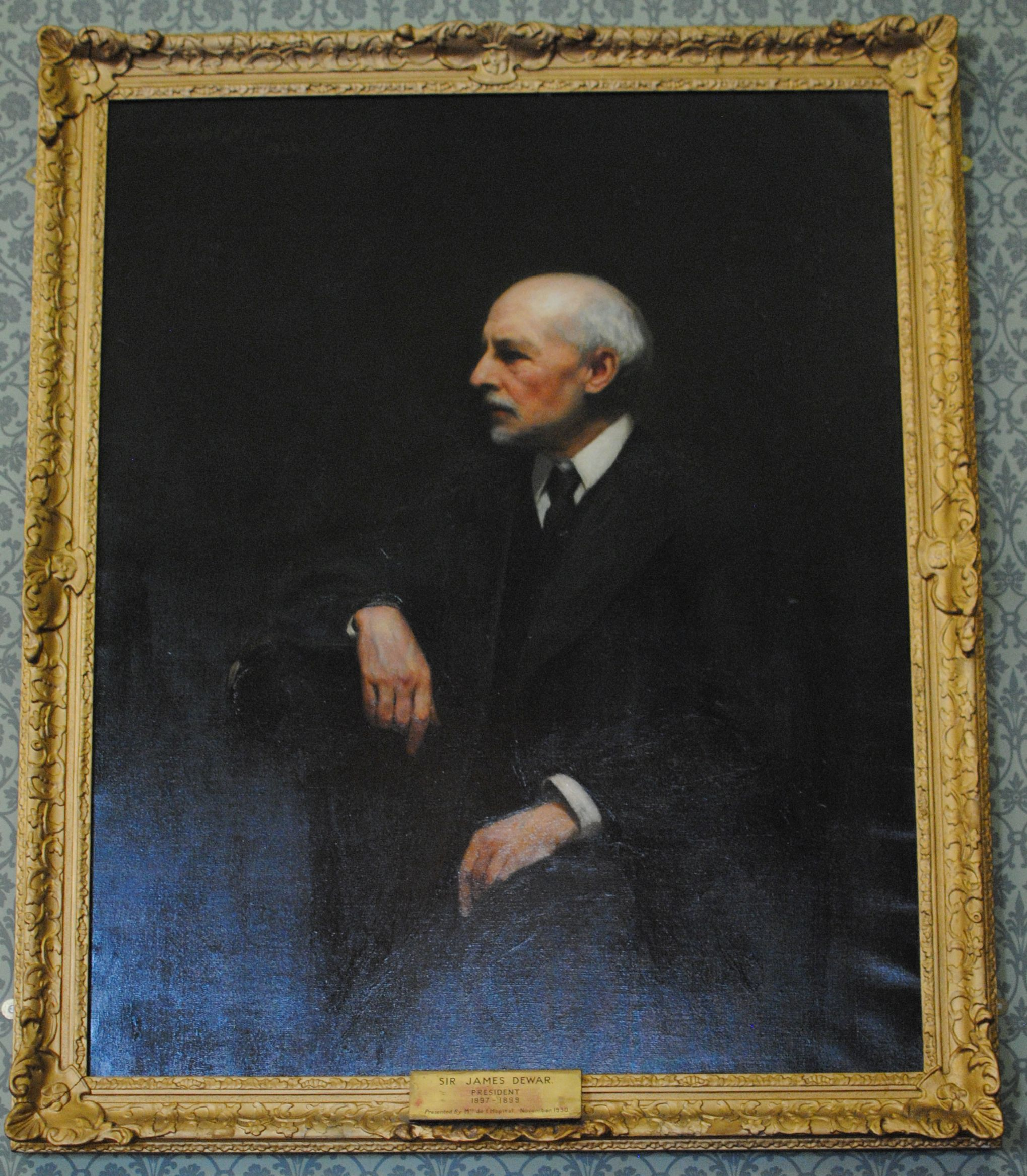
Retrat de René le Brun, comte de L'Hôpital, a la col·lecció de la Royal Society of Chemistry

Dewar va morir el 27 de març de 1923 als 80 anys i va ser incinerat al Golders Green Crematorium de Londres. Una urna amb les seves cendres encara hi és.

## Caràcter
La irascibilitat de Dewar era llegendària. Rowlinson (2012) el va titllar de despietat, especialment amb el seu col·lega Siegfried Ruhemann.